# 텔레 안티야스
텔레 안티야스(스페인어: Tele Antillas)는 도미니카 공화국의 텔레비전 채널이다.